# Сакулиа
Сакулиа (груз. საყულია) — село в Грузии, на территории Цхалтубского муниципалитета края (мхаре) Имеретия.

## География
Село находится в западной части Грузии, на правом берегу реки Риони, на расстоянии 40 километров к юго-юго-западу от города Цхалтубо, административного центра муниципалитета. Абсолютная высота — 51 метр над уровнем моря.

## Население
По результатам официальной переписи населения 2014 года, в Сакулии проживало 1869 человек (932 мужчины и 937 женщин). В национальной структуре населения грузины составляли 99,9 %.
| Год  | Население, человек |
| ---- | ------------------ |
| 2002 | 2445               |
| 2014 | ↘ 1869             |